# Amalia Scaliter
Amalia Scaliter (Buenos Aires, Argentina; 1953) Es una exmodelo, actriz y conductora infantil argentina, popular durante las décadas de 1960 y 1970.

## Carrera
Niña prodigio surgida del personal de Manuel García Ferré, junto a su hermana menor la también actriz y conductora infantil Patricia Scaliter, tuvo su apogeo en el mundo del espectáculo en la década de 1970 en algunas películas.
Comenzó su carrera al integrar el ballet del programa La calesita de Tatín conducido por Tato Cifuentes en 1962. Se inicia profesionalmente en 1964 al trabajar en el programa infantil El club de Anteojito y Antifaz donde encarnaba a Puchi. En 1968 pasó a llamarse El show de Anteojito y Antifaz, año en el que también estuvo en El club de Hijitus que condujo junto a Guillermo Lázzaro y la participación especial de Gerardo Roberto Samaniego. Posteriormente en la pantalla chica argentina actuó en tiras y unitarios como Malevo con Rodolfo Beban y Gabriela Gili, Mis queridas mujercitas con Alba Castellanos, Federico Luppi, Graciela Cohen, Simonette y Stella Maris Closas, Historias de mamá y papá, Humor a la Italiana, Jacinta Pichimauida, la maestra que no se olvida, Vacaciones de veraneo junto a María Valenzuela, entre otras. En 1976 vuelve al público infantil con El mundo de Calculín.
Trabajó en 1966 junto a los grandes Lolita Torres y Luis Sandrini en la comedia Pimienta con dirección de Carlos Rinaldi. Al año siguiente participó como una muchacha que iba en colectivo en Con alma y vida protagonizada por María Aurelia Bisutti y Norberto Aroldi. Finalmente en 1973 le llegó el protagónico junto a Raúl Taibo en la cinta Hipólito y Evita donde compartió escenas con grandes de la escena nacional como Delfy de Ortega, Sabina Olmos, Ubaldo Martínez, Julio de Grazia y Francisco de Paula.
En teatro actuó en 1969 en la obra El violinista en el tejado, estrenado en el Teatro Astral.
Ya en la década de 1980 se retira del mundo del espectáculo.

## Filmografía
- 1973: Hipólito y Evita.
- 1970: Con alma y vida.
- 1966: Pimienta.

## Televisión
- 1976: Propiedad horizontal como Gloria
- 1976: Alguna vez, algún día.
- 1976: El mundo de Calculín como Srta. Chuchi.
- 1974: Humor a la italiana.
- 1975: Vacaciones de veraneo
- 1974: Jacinta Pichimauida, la maestra que no se olvida como Fermina
- 1972: La selva es mujer.
- 1972: Malevo como Rosalía.
- 1970/1980: El Libro Gordo de Petete
- 1970: Historias de mamá y papá.
- 1968: El club de Hijitus.
- 1968: El show de Anteojito y Antifaz como Puchi.
- 1967: Mis queridas mujercitas.
- 1964: La Pandilla de los Uanantu.
- 1964: El club de Anteojito y Antifaz como Puchi.
- 1962: La calesita de Tatín.